# Alberto Mussa
Alberto Mussa (Rio de Janeiro, 1961) és un escriptor brasiler.
Va estudiar matemàtiques i es va llicenciar en Lletres a la Universidade Federal do Rio de Janeiro. Va obtenir el màster en lingüística amb el treball O papel das línguas africanas na história do português do Brasil (El paper de les llengües africanes en la història del portuguès del Brasil)
La seva proposta és fondre la tradició narrativa occidental amb els relats mitològics d'altres cultures, com l'afrobrasilera, la de l'Aràbia preislàmica i la del Brasil indígena.
Ha escrit contes i novel·les. Actualment treballa en la pentalogia "Compendi mític de Rio de Janeiro", una sèrie de novel·les policíaques situades a Rio cadascuna en un segle diferent (del XVI al xx). També ha recreat la mitologia del poble tupinambà i ha traduït poesia àrab preislàmica.
Juntament amb l'historiador Luiz Antonio Simas, ha escrit Samba de enredo: història i art, un estudi sobre l'evolució estètica de la samba de enredo.

## Obres

### Ficció
- Elegbara - narratives - (Editorial Revan 1997, Rio de Janeiro; nova edició: Editorial Record, 2005, Rio de Janeiro) – consta a la llista de la revista Bravo! entre els millors llibres publicats el 2005.

- O trono da rainha Jinga - novel·la - (Editorial Nova Frontera, 1999, Rio de Janeiro; nova edició: Editorial Record, 2007, Rio de Janeiro) – Beca de la Fundació Biblioteca Nacional
- O enigma de Qaf - novel·la - (Editorial Record, 2004, Rio de Janeiro) – Premis: Casa de les Amèriques 2005 i APCA 2004
- O movimento pendular - novel·la - (Record, 2006, Rio de Janeiro) – Premis: Machado de Assis 2006 de la Fundació Biblioteca Nacional i APCA 2006.
- Meu destino é ser onça - assaig - (Record, 2009, Rio de Janeiro).
- O senhor do lado esquerdo - novel·la - (Record, 2011, Rio de Janeiro) - Premi Machado de Assis 2011 de la Fundació Biblioteca Nacional
- A Primeira História do Mundo - novel·la (Record, 2014, Rio de Janeiro) - Finalista del Premi Oceanos 2015
- A hipótese humana - novel·la (Record, 2017, Rio de Janeiro).

### Traducció
- Os poemas suspesos - poesia àrab preislàmica - (Record, 2006, Rio de Janeiro) - Finalista del premi Jabuti 2007

### No ficció
- Samba de enredo: história e arte, amb Luiz Alberto Simas (Civilização Brasileira, 2010)

## Traduccions al català
- La casa dels intercanvis (Angle Editorial, Barcelona, 2014). Traducció de Pere Comellas i Susanna Ramos (Traducció de O senhor do lado esquerdo)